# Logiciel système de la Xbox One et Xbox Series
 (décembre 2018).
 (juillet 2020).
Le logiciel système de la Xbox One et Xbox Series, parfois appelé Xbox OS, est le système d'exploitation pour la Xbox One et la Xbox Series. C’est un système d’exploitation basé sur l’hyperviseur Hyper-V et contient les systèmes d'exploitation distincts pour les jeux et les applications qui peuvent s’exécuter sur la console. Il est situé sur le disque dur interne pour une utilisation au jour le jour, tout en étant également dupliquée sur le stockage NAND interne de la console à des fins de récupération et pour la fonction de réinitialisation d'usine.
Depuis son lancement, Microsoft a mis à jour le système d'exploitation mensuellement, avec des mises à jour téléchargées à partir du service Xbox Live, directement par la Xbox One et installé par la suite, ou en utilisant des images de récupération hors ligne et téléchargés via un PC.
La Xbox One permet aux utilisateurs de télécharger des applications qui ajoutent des fonctionnalités au tableau de bord. Depuis juin 2014, les applications de divertissement n’ont plus besoin que l'utilisateur possède un compte Xbox Live Gold valide pour utiliser les fonctionnalités annoncées pour l'application donnée.
En 2015, au moment où les utilisateurs et journalistes commencent à attendre une nouvelle console de la part du géant Américain, celui-ci les prévient comme quoi la prochaine Xbox est en cours de fabrication (Projet Lockhart) et que celle-ci devrait garder le même OS que celui de la Xbox One. Quelques mois plus tard, Microsoft revient sur ses paroles pour dire que le projet de garder le même OS est abandonné...

## Historique des mises à jour
L'ensemble des historiques des mises à jour se trouve sur le site web Xbox.
|  | Ancienne version |  | Version actuelle |  | Version bêta |

| Tableau des versions de la Xbox One et Series                       | Tableau des versions de la Xbox One et Series | Tableau des versions de la Xbox One et Series | Tableau des versions de la Xbox One et Series |
| Version                                                             | Date de sortie                                | Description | Ref.                                          |
| ------------------------------------------------------------------- | --------------------------------------------- | --- | --------------------------------------------- |
| 10.0.22621.2864 (xb_flt_2211ni.221130-1745)                         | 6 décembre 2022                               | Stabilité générale et amélioration des performances. | [ 2 ]                                         |
| 10.0.22621.2859 (xb_flt_2211ni.221115-2145)                         | 22 novembre 2022                              | Stabilité générale et amélioration des performances. | [ 2 ]                                         |
| 10.0.22621.2858 (xb_flt_2211ni.2211100-2020)                        | 16 novembre 2022                              | | [ 2 ]                                         |
| 10.0.22621.2488 (xb_flt_2210ni.221026-1300)                         | 1er novembre 2022                             | Stabilité générale et amélioration des performances. | [ 2 ]                                         |
| 10.0.22621.2486 (xb_flt_2210ni.221014-1030)                         | 19 octobre 2022                               | | [ 2 ]                                         |
| 10.0.22621.2216 (xb_flt_2209ni.220926-1945)                         | 29 septembre 2022                             | Stabilité générale et amélioration des performances. | [ 2 ]                                         |
| 10.0.22621.2215 (xb_flt_2209ni.220915-2200)                         | 21 septembre 2022                             | | [ 2 ]                                         |
| 10.0.22621.1836 (xb_flt_2208ni.220830-1035)                         | 6 septembre 2022                              | | [ 2 ]                                         |
| 10.0.22000.4976 (xb_flt_2206co.220715-1530)                         | 20 juillet 2022                               | Stabilité générale et amélioration des performances. | [ 2 ]                                         |
| 10.0.22000.4975 (xb_flt_2206co.220622-1125)                         | 28 juin 2022                                  | Stabilité générale et amélioration des performances. | [ 2 ]                                         |
| 10.0.22000.4970 (xb_flt_2206co.220525-2200)                         | 1er juin 2022                                 | | [ 2 ]                                         |
| 10.2.22000.4558 (xb_flt_2205co.220508-1030)                         | 10 mai 2022                                   | Stabilité générale et amélioration des performances. | [ 2 ]                                         |
| 10.0.22000.4557 (xb_flt_2205co.220428-1545)                         | 4 mai 2022                                    | | [ 2 ]                                         |
| 10.0.22000.4158 (xb_flt_2204co.220330-1815)                         | 6 avril 2022                                  | | [ 2 ]                                         |
| 10.0.22000.3832 (xb_flt_2203co.220303-2245)                         | 9 mars 2022                                   | | [ 2 ]                                         |
| 10.0.22000.3542 (xb_flt_2202co.220202-1734)                         | 9 février 2022                                | | [ 2 ]                                         |
| 10.0.22000.3055 (xb_flt_2111co.211213-1700)                         | 5 janvier 2022                                | Stabilité générale et amélioration des performances. | [ 2 ]                                         |
| 10.0.18363.8124 (19h1_release_xbox_dev_1911.191202-1836)            | 9 décembre 2019                               | | [ 3 ]                                         |
| 10.0.18363.8119 (19h1_release_xbox_dev_1911.18363.8119.191119-1135) | 22 novembre 2019                              | Stabilité générale et amélioration des performances. | [ 3 ]                                         |
| 10.0.18363.8118 (19h1_release_xbox_dev_1911.191111-1430)            | 14 novembre 2019                              | | [ 3 ]                                         |
| 10.0.18363.7196 (19h1_release_xbox_dev_1910.191016-1200)            | 21 octobre 2019                               | Stabilité générale et amélioration des performances. | [ 3 ]                                         |
| 10.0.18363.7194 (19h1_release_xbox_dev_1910.18363.7194.190929-1945) | 8 octobre 2019                                | | [ 3 ]                                         |
| 10.0.18362.6065 (19h1_release_xbox_dev_1908.190807-1720)            | 13 août 2019                                  | | [ 3 ]                                         |
| 10.0.18362.5047 (19h1_release_xbox_dev_1907.190628-1920)            | 8 juillet 2019                                | | [ 3 ]                                         |
| 10.0.18362.4050 (19h1_release_xbox_dev_1906.190607-1330)            | 13 juin 2019                                  | | [ 3 ]                                         |
| 10.0.18362.3055 (19h1_release_xbox_dev_1905.190510-1845)            | 16 mai 2019                                   | | [ 3 ]                                         |
| 10.0.18362.2018 (19h1_release_xbox_dev_1904.190410-1845)            | 16 avril 2019                                 | | [ 3 ]                                         |
| 10.0.17763.4088 (rs5_release_xbox-dev_1902.190303-1935)             | 5 mars 2019                                   | Stabilité générale et amélioration des performances. | [ 3 ]                                         |
| 10.0.17763.4085 (rs5_release_xbox_dev_1902.190131-1620)             | 12 février 2019                               | | [ 3 ]                                         |
| 10.0.16299.4059 (rs3_release_xbox_dev_1711.180109-1130)             | 22 janvier 2018                               | | [ 4 ]                                         |
| 10.0.16299.4037 (rs3_release_xbox_dev_1711.171110-1615)             | 16 novembre 2017                              | | [ 4 ]                                         |
| 16299.3031 (rs3_release_xbox_dev_1710.171012-1520)                  | 16 octobre 2017                               | | [ 4 ]                                         |
| 10.0.15063.4103 (rs2_xbox_rel_1706.170830-1908)                     | 6 septembre 2017                              | Stabilité générale et amélioration des performances. | [ 4 ]                                         |
| 10.0.15063.4102 (rs2_xbox_rel_1706.170822-1237)                     | 28 août 2017                                  | Stabilité générale et amélioration des performances. | [ 4 ]                                         |
| 10.0.15063.4082 (rs2_release_xbox_1706.170707-1139)                 | 13 juillet 2017                               | Créez vos propres tournois. Personnalisez votre profil avec une image personnalisée. Connectez-vous avec votre manette personnelle. Le hub OneGuide s'appelle désormais Divertissement. | [ 4 ]                                         |
| 10.0.14393.2123 (rs1_xbox_rel_1610 161105-1400)                     | 10 novembre 2016                              | Fonctionnalités nouvelles ou mises à jour - Compatibilité descendante de Xbox One - Une console Xbox One plus rapide et plus sociale - Nouvelles zones Guide et Communauté - Zones Accueil, OneGuide et Marché revisitées - Hubs Jeux optimisés | [ 5 ]                                         |
| 10.0.10586.1202 (th2_xbox_rel_1603.160420-1900)                     | 27 avril 2016                                 | Fonctionnalités nouvelles ou mises à jour - Correctifs de problèmes mineurs et améliorations | [ 5 ]                                         |
| 10.0.10586.1024 (th2_xbox_rel_1510.151203-1909)                     | 9 décembre 2015                               | Fonctionnalités nouvelles ou mises à jour - Correction des problèmes du navigateur Microsoft Edge - Correctifs de problèmes mineurs et améliorations | [ 6 ]                                         |
| 10.0.10586.1006 (th2_xbox_rel_1510.151107-2322)                     | 12 novembre 2015                              | Nouvelle expérience Xbox One - Compatibilité avec certains jeux Xbox 360. - Windows 10 permet d'avoir une console plus rapide. - Nouveau Guide Xbox. - Nouvelle zone communautaire. - Interface revisitée pour l'accueil et le marché Xbox. - Nouveau HUB de jeu plus rapide. | [ 6 ]                                         |
| 6.2.13329.0 (xb_rel_1508.150825-1633)                               | 9 septembre 2015                              | Améliorations des performances et d'ordre général - Résolution d'un problème de son dans les jeux. | [ 6 ]                                         |
| 6.2.13326.0 (xb_rel_1508 13326.0.150810-2029)                       | 13 août 2015                                  | Fonctionnalités nouvelles ou mises à jourL'équipe Xbox travaille d'arrache-pied pour élaborer et optimiser les fonctionnalités de la nouvelle Xbox One, qui sera présentée à la communauté Preview cet automne. Cette mise à jour nous aidera à préparer votre console à cette nouvelle expérience. | [ 6 ]                                         |
| 6.2.13194.0 (xb_rel_1507.150702-2154)                               | 7 juillet 2015                                | Nouvelles fonctionnalités - Possibilité de diffuser le jeu sur des appareils Windows 10. | [ 6 ]                                         |
| 6.2.12998.0 (xb_rel_1506.150601-2200)                               | 5 juin 2015                                   | Mises à jour du jeu multijoueur et du chat de groupe - Correction des problèmes du mode multijoueur dans quelques jeux. - Légères mises à jour apportées à l'application de groupe pour aider l'équipe à mieux comprendre des problèmes signalés par la communauté. Mise à jour d'offres groupées de jeux - Correction du problème d'installation incorrecte d'un certain type de jeux groupés sur disque Prise en charge de la plateforme de codage vidéo HD High Efficiency Video Coding (HEVC) 10 bits - Le format HD HEVC 10 bits permet aux applications de diffusion en continu de vidéos, comme NetFlix, d'utiliser une bande passante plus faible pour diffuser des contenus vidéo de qualité HD. La profondeur de couleur 10 bits Ultra augmente la précision des couleurs vidéo de 8 bits à 10 bits. 8 bits représentent 16 millions de couleurs, alors que la précision de 10 bits Ultra offre un milliard de couleurs d'un réalisme exceptionnel qui renforcent l'intensité des vidéos. | [ 6 ]                                         |
| 6.2.12825.0 (xb_rel_1505.150507-2219)                               | 11 mai 2015                                   | Messages vocaux - La possibilité d'envoyer et de recevoir des messages vocaux depuis l'application de messagerie de la Xbox One est actuellement ouverte à tous les utilisateurs. - Composez et écoutez des messages vocaux dans l'application de messagerie lorsque celle-ci est ancrée dans la Xbox One. Accédez facilement à l'application de messagerie en appuyant deux fois rapidement sur la touche Xbox et en choisissant Messages. Après avoir choisi votre interlocuteur, sélectionnez l'icône Microphone pour ouvrir le menu de messagerie vocale. - Les messages vocaux peuvent être échangés entre les consoles Xbox One et Xbox 360. Activation/désactivation depuis Xbox One SmartGlass - Les versions des applications Xbox One SmartGlass pour Windows, Windows Phone, iOS et Android sont actuellement mises à jour pour que vous puissiez activer/désactiver votre Xbox One lorsque vos appareils sont sur le même réseau domestique que votre console. Des serveurs dédiés au chat de groupe - Xbox met en place des serveurs relais dédiés au chat de groupe pour aider à résoudre les problèmes de NAT-Traversal qui ont empêché certains utilisateurs d'utiliser cette fonction. - Le système de chat de groupe examinera le type de NAT des utilisateurs présents dans le groupe. Si des conflits surviennent en raison de types de NAT Strict ou Moderate, le système déplacera automatiquement les services d'hébergement vers le Cloud Xbox pour tenter de les résoudre. Pour plus d'informations sur les types de NAT, consultez Paramètres réseau sur Xbox One. Mode d'alimentation sélectionnable par l'utilisateur - Les modalités de configuration initiale de la Xbox One ont été mises à jour au niveau mondial pour permettre aux utilisateurs de choisir leur mode d'alimentation. - Le mode Reprise instantanée utilise un peu plus d'énergie, mais accélère le démarrage, active la commande vocale « Xbox, démarrer » et permet de recevoir des mises à jour du système, des jeux et des applications. - Le mode Économie d'énergie éteint totalement la console, ce qui utilise moins d'énergie, mais vous oblige à appuyer sur la touche Xbox de la console pour démarrer votre Xbox One. Le démarrage sera plus lent et vous serez interrompu dans votre utilisation par les mises à jour du système, des jeux et des applications. | [ 6 ]                                         |
| 6.2.12710.0 (xb_rel_1504.150329-2200)                               | 6 avril 2015                                  | Améliorations du tchat de groupe - L'application de groupe vous aide à activer votre microphone et vous montre quand les paramètres de confidentialité ou les problèmes de mise en réseau bloquent les communications avec certains membres de groupe. Mise à jour des liens de hub de jeu - Vous pouvez découvrir plus facilement le contenu des hubs de jeu à partir des éléments de flux d'activité. Vous verrez les éléments de flux d'activité lorsque l'un de vos amis suit un jeu et vous pourrez également revenir au hub d'un jeu à partir des publications de flux d'activité liées au jeu, dont les éléments de flux à propos des succès du jeu, les extraits de jeu et les captures d'écran. - Nous avons ajouté un lien vers les hubs de jeu à partir de la page du jeu dans l'application Succès. Mise à jour des notifications de succès - Vous verrez désormais la description du succès dans la notification afin que vous sachiez ce que vous avez fait pour gagner ce succès sans avoir à ouvrir l'application Succès. - Nous avons augmenté la durée d'affichage d'une notification de succès. - Nous avons également apporté des améliorations de performance pour rendre plus rapide le chargement de l'application Succès à partir d'une notification. Zone Actuellement sur - La zone Actuellement sur est désormais disponible pour les utilisateurs de Xbox One aux États-Unis, au Canada et au Royaume-Uni. - Vous y trouverez des liens vers vidéos, jeux, films, séries télé, diffusions et extraits de jeu populaires, ainsi que des programmes de Trending TV si vous avez configuré OneGuide pour votre console Xbox One. | [ 6 ]                                         |
| 6.2.12521.0 (xb_rel_1503.150305-1449)                               | 9 mars 2015                                   | Captures d'écran - En jouant à un jeu, vous pouvez désormais effectuer des captures d'écran sur votre console Xbox One en appuyant simplement deux fois sur la touche Xbox de votre manette pour effectuer une capture d'écran et en appuyant sur Y pour enregistrer la capture d'écran. Vous pouvez également dire « Xbox, capture d'écran » pour effectuer et enregistrer une capture d'écran. - L'application Upload a été mise à jour afin que vous puissiez : - Gérer vos captures d'écran en plus de vos extraits de jeu. - Utiliser une capture d'écran comme arrière-plan, en affichant la capture d'écran en mode plein écran, puis appuyez sur la touche Menu et sélectionnez Définir comme arrière-plan. - Partager des captures d'écran sur votre flux d'activité, les joindre à des messages, les ajouter à votre vitrine, les partager sur Twitter et les publier sur votre OneDrive. - En outre, vos captures d'écran seront visibles sur votre profil aux côtés de vos extraits de jeu dans une nouvelle zone Extraits de jeu et captures d'écran. Amis suggérés - Avec la fonctionnalité Amis suggérés, la zone Amis sur l'accueil et votre liste d'amis vous aideront à rechercher et ajouter des amis. Les amis suggérés comprendront des personnes que vous pourriez connaître, afin que vous ajoutiez des amis avec lesquels jouer, et les principaux diffuseurs et créateurs d'extraits de la communauté, afin que vous puissiez avoir plus de contenu de qualité sur votre flux d'activité. Nous ajoutons également une nouvelle page Amis suggérés dans la zone Amis. Partage de votre nom - Nous déployons deux nouvelles façons de partager votre nom réel : avec tous vos amis ou avec tout le monde dans la communauté Xbox Live. *Vous pouvez également continuer de partager votre nom réel avec les amis de votre choix, ou avec aucun si vous le souhaitez. Les gamertags restent la principale méthode d'identification sur Xbox Live, mais le partage de votre nom réel aide les gens qui pourraient ne pas vous connaître selon votre gamertag à vous reconnaître. Vous trouverez les nouvelles options de partage de nom sous Amis, puis Mon profil, puis Paramètres de partage de nom. Améliorations du tchat de groupe - 3 nouvelles icônes ont été ajoutées au tchat de groupe pour montrer à chaque utilisateur l'état de son microphone. - L'icône Kinect signifie que Kinect est utilisé comme microphone. - L'icône de casque indique que le casque est utilisé comme microphone. - La 3e icône indique que vous n'avez pas de microphone en fonctionnement actuellement, que vous êtes connecté au groupe mais que personne ne peut vous entendre. Transparence des vignettes - Paramètre permettant de faire varier le niveau de transparence de vos images en arrière-plan. Accédez à Paramètres, puis Ma Xbox, puis Transparence des vignettes. Paramètres de confidentialité et de sécurité en ligne - Nous avons ajouté un nouveau paramètre pour le partage des données de recherche vocale afin de créer une option pour autoriser la collecte et l'analyse des données vocales lors de l'utilisation de Xbox – Bing pour les recherches. Vous pouvez accéder à Paramètres, puis Confidentialité et sécurité en ligne, puis Partager les données de recherche vocale pour modifier ce paramètre. Signaler un message indésirable - L'application Messages présente une nouvelle option pour vous permettre d'informer Xbox lorsque vous recevez un message indésirable. Vous pouvez désormais sélectionner un message spécifique. Appuyez sur la touche A puis sélectionnez Signaler, puis Message indésirable pour signaler un message spécifique comme indésirable. TV en direct en Australie et OneGuide - L'assistance pour OneGuide est désormais disponible pour tous les utilisateurs des programmes TV gratuits. En outre, l'application OneGuide sera préépinglée pour les utilisateurs en Australie après la mise à jour système obligatoire de mars. Tuner TV numérique Xbox One en Australie - Les propriétaires d'une Xbox One en Australie peuvent préacheter le tuner TV numérique Xbox One sur le Microsoft Store en ligne. Sa disponibilité est prévue pour le 25 mars 2015. | [ 6 ]                                         |
| 6.2.12130.0 (xb_rel_1502.150209-1738)                               | 13 février 2015                               | Mise à jour de stabilité et de performances Résout des problèmes avec la lecture vidéo dans certaines applications multimédias | [ 6 ]                                         |
| 6.2.12128.0 (xb_rel_1502.150202-2200)                               | 5 février 2015                                | Améliorations de la manette - Connexion rapide – Auparavant, il fallait environ quatre ou cinq secondes pour que la manette, une fois allumée, se connecte à la Xbox One. Dorénavant, cela ne prendra que deux secondes. - Améliorations de la stabilité – La mise à jour apporte des corrections à certains problèmes de déconnexion de la manette signalés par les utilisateurs de la Xbox One. - Remarque Pour télécharger la mise à jour, raccordez une manette à la console Xbox One à l'aide d'un câble USB. Laissez les éventuels casques connectés à la manette. Connectez-vous au Xbox Live. Appuyez sur la touche Menu. Accédez à Paramètres > Périphériques et accessoires, puis sélectionnez la manette. Si plusieurs manettes sont raccordées, vous pouvez sélectionner Bourdonner : la manette sélectionnée se met alors à vibrer. Sélectionnez ensuite Mettre à jour pour télécharger le nouveau microprogramme de la manette raccordée à l'aide du câble USB : l'indicateur de progression « Mise à jour de la manette en cours… » s'affiche à l'écran. Lorsque l'écran indique « *Manette mise à jour », appuyez sur B pour revenir à la page Périphériques et accessoires. Re-sélectionnez la manette. La version du microprogramme doit désormais être 1.2.2236.0. Hubs Jeux - C'est le lieu incontournable pour trouver des contenus intéressants, des conseils et des astuces pour vos jeux préférés. Chaque jeu Xbox aura son propre hub où vous pourrez voir quels sont les amis qui sont en train de jouer, vous mesurer à eux dans le classement, vous immerger dans de passionnants extraits et diffusions de jeu et suivre les diffuseurs et créateurs d'extraits de jeu les plus en vue. - Remarque : Pour accéder au hub de votre jeu préféré, choisissez un jeu dans vos épingles, la liste de vos jeux récents ou Mes jeux et applications, appuyez sur la touche Menu et sélectionnez Afficher le hub du jeu. Vous pouvez également rechercher un jeu dans le Marché Xbox et cliquer sur la vignette Hub Jeux dans la page du marché des jeux. Mises à jour du chat en groupe - État de connexion du chat – De nouvelles icônes ont été ajoutées pour vous indiquer l'état de connexion actuel du chat dans votre groupe. L'icône Horloge indique que la connexion est en cours. L'icône Squawker Ring (Haut-parleur) indique que la connexion a réussi et montre activement qui est en train de parler. L'icône X signifie que les limitations du réseau (par ex., NAT Strict) empêchent la connexion au chat pour certains utilisateurs. - Connectivité améliorée entre plusieurs utilisateurs avec des NATs stricts ou modérés – Nous avons également apporté des améliorations au chat en groupe en cas de réseau maillé partiel lorsque plusieurs participants se trouvent derrière un NAT strict ou modéré avec un routeur ou une passerelle domestique. - Invitations à un jeu ou un groupe – Des améliorations ont été apportées aux invitations à un jeu ou à un groupe afin que vous sachiez plus rapidement qui vous invite, sans avoir à attendre l'affichage du texte pour parcourir les notifications d'invitations. - Améliorations des performances – Le temps nécessaire pour configurer la connexion P2P entre deux utilisateurs pour le chat en groupe a été diminué et la méthode pour réessayer de configurer les sessions de chat en groupe a été simplifiée. Arrière-plans personnalisés et transparence des vignettes - Nous avons ajouté de la transparence aux vignettes de l'accueil afin de donner davantage de visibilité à vos images d'arrière-plan. - Remarque Pour configurer un arrière-plan personnalisé, accédez à Paramètres > Ma Xbox > Mon arrière-plan. Certains éléments ne peuvent pas devenir transparents en raison des droits ou des restrictions qui s'appliquent à certaines images. Mises à jour de la TV - OneGuide pour les Pays-Bas – Ajout d'un support technique de OneGuide pour les membres Xbox Live des Pays-Bas. - Tendance sur la TV dans OneGuide – En parcourant les programmes TV de OneGuide, vous pouvez repérer quelles sont les émissions « tendance » grâce à une note et une icône « Tendance sur Xbox » ou « Tendance sur Twitter » figurant dans les détails de chaque programme. La tendance des programmes TV sur Xbox est actuellement disponible pour tous les utilisateurs aux États-Unis, au Royaume-Uni et au Canada, et la tendance sur Twitter est disponible aux États-Unis. - Tendance de la TV en direct (nouveaux pays) – La France, l'Allemagne, le Brésil et le Mexique ont désormais la possibilité de consulter les informations de tendance de la TV en direct dans Xbox OneGuide. - Contrôle optimisé des téléviseurs, des décodeurs et des récepteurs audio/vidéo – Xbox One fonctionne encore mieux avec ces appareils. La base de données d'émission infrarouge des nouveaux modèles a été mise à jour et des problèmes signalés par notre communauté de fans ont été corrigés. - « Lecture spéciale » avec le tuner TV numérique Xbox One – Les utilisateurs équipés du tuner TV numérique Xbox One dans les pays pris en charge (Royaume-Uni, France, Allemagne, Italie et Espagne) peuvent désormais voir les images vidéo en cas d'avance ou de retour rapide après une mise en pause de la TV sur les consoles Xbox One. - Diffusion en continu de la TV en direct sur Windows Phone et Android – La diffusion en continu de la TV en direct sur les appareils Windows Phone et Android, pour les utilisateurs équipés du tuner TV numérique Xbox One, a été ajoutée au Royaume-Uni, en France, en Allemagne, en Italie et en Espagne. | [ 6 ]                                         |
| 6.2.11797.0 (xb_rel_1411.141124-1759)                               | 1er décembre 2014                             | Diffusion sans fil - Mise à jour des exigences de diffusion sans fil pour les consoles en Europe. Chat de groupe - Améliorations du chat de groupe entre 2 joueurs - Améliorations de la qualité audio | [ 7 ]                                         |
| 6.2.11785.0 (xb_rel_1411.141104-1838)                               | 7 novembre 2014                               | Arrière-plans personnalisés - Possibilité de disposer d'un arrière-plan personnalisé. - Sélectionnez une couleur personnalisée comme thème ou un art de succès comme image d'arrière-plan qui apparaîtront sur n'importe quelle Xbox One sur laquelle vous vous connecterez avec vos identifiants. - Utilisez l'application Media Player pour télécharger une image JPG ou PNG depuis une clé USB ou un serveur multimédia local prenant en charge la norme DLNA. Une fois l'image ou la photo en plein écran, appuyez sur la touche Menu et sélectionnez « Définir comme arrière-plan » : l'image personnalisée est stockée localement sur la console Xbox One. Profil du joueur - Partagez votre lieu de résidence et votre bio dans votre profil. - Sélectionnez un ensemble d'éléments de présentation à afficher lorsque d'autres joueurs consultent votre profil depuis une console Xbox One. - Utilisez Xbox One SmartGlass ou la console Xbox One pour ajouter ou supprimer jusqu'à six extraits de jeu ou succès à afficher en vue Carrousel. - Utilisez Xbox One SmartGlass pour parcourir d'autres profils et consulter leurs éléments de présentation. Envoyez des tweets sur vos extraits de jeu favoris - Partagez vos extraits de jeu Xbox One favoris avec vos abonnés sur Twitter. Mises à jour de la TV en direct - Tendances sur la TV en direct - Aux États-Unis, au Canada et au Royaume-Uni, un nouvel onglet « Tendances » dans OneGuide affiche les 20 émissions TV les plus regardées ; la liste est filtrée en fonction des émissions actuellement disponibles, selon vos paramètres OneGuide. - La TV en direct dans la liste des tendances Xbox est mise à jour chaque minute, afin de vous offrir les émissions les plus populaires auprès d'autres téléspectateurs. - Tendances sur la TV Twitter - Aux États-Unis, les utilisateurs ont accès aux tendances de la TV en direct, en fonction du nombre de tweets. - L'onglet Tendances dans OneGuide est mis à jour pour afficher la TV en direct d'abord sur Twitter, puis dans les tendances Xbox. - Tweets dans MiniGuide - Aux États-Unis, les utilisateurs ont accès en temps réel aux tweets sur les émissions de TV en direct et peuvent rapidement retrouver le #hashtag correspondant pour rejoindre la conversation. - Récents et favoris dans MiniGuide - MiniGuide a été mis à jour pour inclure vos chaînes TV favorites dans la zone conjointe Récents et favoris - Vous pouvez désormais activer MiniGuide par la voix, en disant « Xbox, Sélectionnez - MiniGuide » pendant que vous regardez la TV. Mises à jour Internet Explorer (IE) - Sur Internet Explorer, depuis la barre d'adresse, vous pouvez facilement ancrer une expérience en plein écran et basculer Internet Explorer en mode Ancrer. - Internet Explorer affiche alors un chiffre lorsqu'un nouveau site est ajouté à la liste des sites à l'affiche. - Les nouveaux sites affichent également un badge (signalé par un astérisque [*] dans l'angle supérieur droit) jusqu'à ce que vous les ayez lancés ou que sept jours se soient écoulés. Améliorations du marché Xbox One - Les pages du marché sur Xbox One ont été améliorées afin d'accélérer votre recherche de contenu. - Les boutons de navigation ont été déplacés à l'extrême gauche afin d'être mieux visibles. - Trouvez rapidement des extensions de jeu, effectuez des recherches spécifiques et bénéficiez de recommandations plus en évidence. - Les catégories du marché ont été normalisées, afin que vous puissiez visualiser les meilleures réponses en un clin d'œil Redémarrez maintenant - Alimentez proprement le cycle de votre console grâce à la touche Redémarrez maintenant, dans la zone Paramètres du tableau de bord. *Sélectionnez Paramètres, Alimentation et démarrage, puis la touche Redémarrez maintenant pour éteindre et rallumer votre console Xbox One, si vous avez besoin de rafraîchir votre adresse IP ou dans le cadre d'une procédure de dépannage indiquée sur support.xbox.com. Mises à jour SmartGlass - L'activité de jeu de vos amis sur SmartGlass vous permet de visualiser la liste de vos amis ayant joué à un jeu en particulier dans le cadre de l'expérience Xbox One SmartGlass. - Les abonnés au programme Xbox Live Gold peuvent parcourir les « Free Games with Gold » et les jeux avec remise, puis télécharger le contenu sur leur console Xbox One depuis un périphérique mobile. - Une nouvelle section pour applications conçue pour simplifier et télécharger des applications sur Xbox One, - Un nouveau critère à venir pour filtrer les jeux et extensions en fonction des prochaines dates de sorties Xbox One. | [ 7 ]                                         |
| 6.2.11653.0 (xb_rel_1410.141009-1809)                               | 15 octobre 2014                               | Mises à jour de l'ancrage - Mise à jour du centre d'ancrage pour ajouter un accès rapide aux : - Amis - Messages - Jeux DVR - Horloge - Indicateur de batterie - Une double pression sur la touche Xbox de la manette fera apparaître un menu permettant d'ouvrir une nouvelle application en mode ancrage, de fermer l'application actuellement ancrée ou de basculer entre votre jeu et l'application ancrée en cours d'exécution. - Deux applications ont été optimisées en mode ancrage : - Application ancrée Amis : accédez à votre liste d'amis sans quitter le jeu. Vérifiez rapidement votre liste d'amis pour savoir qui est actuellement en ligne et effectuez des actions comme envoyer un message, inviter ou participer. - Application ancrée Messages : vous pourrez ouvrir, lire des messages et leur répondre en mode ancrage ; les messages seront désormais affichés sous forme de fil de conversation. Application Succès - Mise à jour permettant de partager les succès que vous avez déverrouillés avec des sous-titres - Consultez une liste d'amis qui ont déverrouillé des succès spécifiques - Mise à jour de la page d'accueil de l'ancrage des succès qui affiche les succès des jeux récemment utilisés lorsqu'un utilisateur ne joue pas activement. Section Amis - Le nouveau hub Amis vous permet de voir d'un coup d'œil les activités de vos amis. - Restez informé des activités actuelles de vos amis - Regardez les jeux les plus populaires auxquels jouent vos amis - Consultez le classement des scores des joueurs pour savoir qui a progressé au cours des 30 derniers jours. Nouvelles fonctionnalités SmartGlass - Affichez une liste de vos meilleurs jeux dans votre profil. - Affichez une liste des jeux les plus populaires auxquels jouent vos amis dans la section Amis de SmartGlass. - Ajout d'une fonctionnalité de télécommande universelle pour les 11 pays qui obtiennent les programmes télévisés de OneGuide. Vous pourrez utiliser votre appareil mobile pour contrôler votre Xbox, votre télé et/ou votre décodeur câble ou satellite. Mise à jour de l'application Media Player - Prise en charge de la diffusion de contenus DLNA en continu. Grâce à cette mise à jour, vous pouvez facilement accéder à de la musique, des diaporamas ou des films stockés sur des serveurs multimédias familiaux et des appareils compatibles avec les protocoles de serveur *DLNA pour les écouter ou les regarder. - Prise en charge des fichiers MKV. - MiniGuide de la télé en direct - Dans les marchés où OneGuide est disponible, un nouveau MiniGuide en bas de l'écran affichera les détails des programmes télévisés actuellement diffusés. - Il permet de changer de chaîne rapidement ; de voir ce qui passe sur les autres chaînes ; de revenir à la chaîne précédente ou de parcourir d'autres chaînes récemment regardées. - Tout cela, en continuant à regarder votre programme télé. - Vous pouvez également lancer le Miniguide avec la voix en disant « Xbox sélectionner – MiniGuide » ou en utilisant le stick analogique de la manette. OneGuide dans 11 nouveaux pays - Le guide des programmes télévisés sera disponible pour les clients de Xbox One et SmartGlass dans les pays suivants : - Belgique - Chili - Colombie - Danemark - Finlande - Norvège - Portugal - Pologne - Suède - Suisse - Russie Applications de télévision par Internet - Les applications avec des chaînes de télé en direct peuvent désormais inclure leurs programmes télévisés dans OneGuide. - La première application à prendre en charge cette fonctionnalité sera Zattoo lors d'une prochaine mise à jour de son contenu. *L'application Zattoo est disponible en Allemagne, en Suisse, en Espagne et au Danemark. Configuration initiale de la télé en direct - Améliorée grâce à la possibilité de détecter automatiquement le décodeur connecté au port d'entrée HDMI de la Xbox One d'un utilisateur - Permet aux utilisateurs de sélectionner « Au démarrage, aller à TV » pour leur console Xbox One. - Pour les utilisateurs existants, un message unique apparaîtra lors de la prochaine utilisation signalant cette nouvelle fonctionnalité. Mise à jour de la page Périphériques et accessoires - Pour accéder à la nouvelle page, entrez dans Paramètres, sélectionnez Périphériques et accessoires - Choisissez un périphérique à - Rechercher : vous pouvez aussi trouver (ou identifier) une manette en la faisant vibrer - Attribuer : « attribuez » des accessoires à des utilisateurs particuliers, par exemple, un casque à un joueur spécifique. - Mettre à jour : vous pouvez mettre à jour le microprogramme d'un périphérique particulier. Amélioration de la réinitialisation du mot de passe - Nous simplifions et sécurisons la réinitialisation de votre mot de passe et le renforcement de la protection de vos comptes. À partir de la troisième semaine d'octobre, si vous n'avez pas configuré d'informations de sécurité, nous vous demanderons de fournir une adresse e-mail ou un numéro de téléphone portable supplémentaire pour l'utiliser au cas où vous auriez besoin de réinitialiser votre mot de passe. - Vous n'aurez besoin de le configurer qu'une seule fois par compte et vous n'en aurez pas besoin à chaque connexion. | [ 7 ]                                         |
| 6.2.11511.0 (xb_rel_1409.140829-1829)                               | 2 septembre 2014                              | TV en direct - Stabilité améliorée | [ 7 ]                                         |
| 6.2.11507.0 (xb_rel_1409.140826-2037)                               | 28 août 2014                                  | Groupes - L'application Groupe a été réorganisée. - Découvrez les activités de chaque membre de votre groupe et découvrez plus clairement qui joue au même jeu que vous. - Exécutez rapidement des actions courantes, telles que l'envoi d'invitations à des jeux, la participation à ceux-ci et la désactivation du son. - Les groupes ont désormais un responsable. Cette personne peut décider si la participation au groupe nécessite une invitation et supprimer des membres du groupe. Lecteur multimédia - Une nouvelle application permettra aux utilisateurs de lire des fichiers multimédias à partir d'un appareil connecté par USB. - La Xbox One prend en charge plus de formats que la Xbox 360 et notamment des dizaines de nouveaux formats de fichiers. Démarrage sur téléviseur - Configurez votre console afin que le contenu s'affiche directement sur le téléviseur lorsqu'elle sort de l'état de veille connectée. Mises à jour SmartGlass - Publiez des messages sur le statut ainsi que des commentaires depuis le flux d'activité et partagez des éléments depuis le flux d'activité et les extraits de jeu. - Un flux d'activité personnalisé a été ajouté à votre profil. - Les messages ont été mis à jour vers une nouvelle présentation prenant en charge l'affichage conversation dans sa totalité. - Possibilité d'enregistrer des extraits de jeu directement depuis la barre Diffusion en cours. - Une nouvelle page Nouveautés mettra en évidence les fonctionnalités de chaque version. « Xbox démarrer » sur les nouveaux marchés - Les nouveaux marchés peuvent désormais utiliser la commande vocale Kinect « Xbox démarrer » pour démarrer la console. Liste des nouveaux pays : - Australie - Canada (français) - Italie - Espagne - Mexique Suppression de jeux DVR - Les utilisateurs pourront choisir de supprimer plusieurs extraits de jeux DVR au sein de l'application Upload. Enregistrez votre gamerpic d'avatar - Enregistrez des gamerpics d'avatar dans votre espace OneDrive. Mises à jour des paramètres - Une nouvelle option, reprise dans le menu Paramètres appelée Appareils et accessoires, aidera les propriétaires d'une Xbox One à gérer leurs manettes et accessoires. - La connexion instantanée est désormais disponible depuis Connexion, sécurité et clé d'accès. Affichage de l'utilisation de la bande passante - L'utilisation de la bande passante indiquera aux utilisateurs quelle est la consommation de leur Xbox One à ce niveau au cours d'une période donnée. - Cette fonctionnalité s'adresse en particulier aux utilisateurs qui souhaitent surveiller les seuils imposés par les fournisseurs d'accès Internet sur certains marchés. - Cette nouvelle fonctionnalité est située sous Paramètres réseau dans la colonne Résolution de problèmes. Ajout de nouveaux pays - Mises à jour critiques nécessaires pour permettre le lancement de la Xbox One dans 29 nouveaux pays. | [ 7 ]                                         |
| 6.2.11393.0 (xb_rel_1408.140808-1753)                               | 17 août 2014                                  | Mettre à jour le flux d'activité - L'interface se transforme en une liste de défilement à une colonne, plus longue et comprenant davantage de contenu. - Possibilité de publier des messages sur votre flux et d'« aimer » ou commenter des éléments du flux. - Vous pouvez partager des extraits de jeu et tout autre contenu dans le flux avec vos amis, soit publiquement (sur votre flux d'activité), soit en privé (en tant que pièce jointe d'un message). - Vous recevez une notification dès que quelqu'un aime, commente ou partage vos publications. - Chaque utilisateur dispose d'un flux personnel sur son profil, vous pouvez donc voir qui a ajouté des publications sur son flux d'activité. - Grâce à SmartGlass, vous pouvez voir ce que vos amis ont partagé sur leur flux d'activité et « aimer » des publications spécifiques (prise en charge de flux d'activité supplémentaire bientôt disponible dans de prochaines mises à jour de SmartGlass). Achat mobile - En utilisant Xbox SmartGlass ou en accédant à Xbox.com, vous pouvez acheter des jeux et des extensions à distance. - Si votre console d'accueil est réglée sur « Chargement automatique : mises à jour et achats », votre console commence à télécharger votre achat. - Notification de batterie faible - Une nouvelle notification s'affiche lorsque la batterie de votre manette est presque épuisée. Désactiver les notifications pendant les vidéos - Possibilité de désactiver chaque type de notifications, de sorte que celles-ci ne s'affichent pas durant la lecture de vidéos. Activation de la fonction 3D Blu-ray - Une mise à jour de l'application Lecteur Blu-ray active la fonctionnalité 3D Blu-ray sur la Xbox One. Dernière visualisation dans la liste d'amis - La liste d'amis indique désormais depuis quand un ami n'a plus été en ligne. Par exemple, « Vu pour la dernière fois il y a 20 min : Forza Motorsport 5. » OneGuide - Il existe une nouvelle fonctionnalité permettant aux utilisateurs de signaler un éventuel problème avec la liste des chaînes OneGuide. Accédez à Paramètres, TV et OneGuide, Résolution des problèmes pour Signaler un problème de OneGuide. | [ 7 ]                                         |
| 6.2.11274.0 (xb_rel_1407.140703-1704)                               | 7 juillet 2014                                | Mode ancrage pour Succès - Un moyen plus simple pour suivre et voir vos succès en temps réel sans jamais quitter le jeu. - Consultez l'aide aux succès pour tout succès vous posant problème. Cela lancera Internet Explorer pour vous et vous offrira des astuces et un contenu stratégique basés sur le succès sur lequel vous butez. Double pression pour ancrer - Effectuez une double pression sur la touche Xbox de votre manette pour afficher le centre d'ancrage, d'où vous pouvez lancer les succès ou toute autre application ancrable sans quitter votre expérience en cours. - Si vous avez déjà une application ancrée, effectuez rapidement une double pression entre votre jeu et l'application ancrée. Choix de la langue parlée. - Les possesseurs de Xbox One peuvent désormais choisir leur langue parlée préférée dans les paramètres afin de permettre une meilleure compatibilité avec le contrôle vocal. Ceci est disponible en supplément du choix du pays utilisé pour accéder au Marché Xbox. Par exemple, une personne vivant aux États-Unis présentant un accent australien peut désormais choisir Anglais (Australie) pour le contrôle vocal tout en ayant les États-Unis comme pays de résidence. Futurs lots numériques et disques de compilation - Ajoutez la fonctionnalité permettant aux éditeurs de contenu de créer des offres de lots numériques et compilation de disques à l'avenir. | [ 7 ]                                         |
| 6.2.11064.0 (xb_rel_1406.140601-2110)                               | 3 juin 2014                                   | Fonctionnalités nouvelles ou mises à jour - Stockage externe désormais pris en charge - Prend en charge deux disques durs externes en même temps. Les disques durs doivent être en USB 3.0 et disposer d'un minimum de 256 Go. - Installez, téléchargez ou transférez des jeux et du contenu d'un disque dur portable et bénéficiez de plus de mobilité entre les consoles. - Capacité à gérer du contenu entre du stockage externe et le stockage interne. Mise à jour Amis - partage de vrai nom - Vous pouvez désormais partager votre vrai nom avec : - Tous vos amis - Un sous-groupe d'amis que vous choisissez - Les amis d'amis - Ou bien personne, si vous voulez conserver votre vraie identité secrète. Zone Abonnement Xbox Live Gold - Un nouveau hub qui vous permet d'accéder au nouveau contenu disponible uniquement aux membres Gold, par exemple : Games with Gold - Les bons plans du Gold - Annonces spéciales pour les membres Xbox Live Gold, Connexion automatique au compte - Identifiez un compte par console afin d'être connecté automatiquement au démarrage. Marché mis à jour - Le Marché a été repensé pour vous permettre de trouver plus facilement le contenu qui vous intéresse. Mises à jour TV et OneGuide - La base de données de contrôle et des commandes infrarouges a été mise à jour afin d'augmenter le nombre d'appareils que Xbox One peut contrôler. - Les paramètres TV et OneGuide ont été mis à jour pour fournir une meilleure gestion de l'alimentation et des commandes pour les appareils. - Abonnement Premium TV étendu à de nouveaux marchés - Canada - Royaume-Uni - France - Allemagne - Espagne - Italie | [ 7 ]                                         |
| 6.2.10951.0 (xb_rel_1405.140514-2300)                               | 16 mai 2014                                   | Fonctionnalités nouvelles ou mises à jour - Périphérique de mixage pour les applications ancrées et les commandes de volume lors de l'utilisation de Kinect avec le chat. - Sous Paramètres, sélectionnez Affichage et son. Nous avons ajouté deux nouvelles fonctionnalités pour contrôler vos options audio. - Avec le nouveau périphérique de mixage, vous pouvez contrôler le volume de deux applications ancrées et décider laquelle des deux aura le volume le plus élevé. - Avec le mixage du chat, vous pouvez contrôler le volume quand vous utilisez Kinect pour le chat. - Accepter de participer à l'amélioration de la reconnaissance vocale. - Pour soutenir nos efforts visant à améliorer la fonctionnalité vocale de Kinect, vous pouvez nous autoriser à collecter vos données vocales. - Sous Paramètres, sélectionnez Confidentialité et sécurité en ligne. Dans la colonne Confidentialité, sélectionnez Personnalisé, faites défiler vers la droite jusqu'à l'option Partager vos données vocales et définissez-la sur Autoriser. - Effectuer la mise à jour système au moment qui vous convient. - Quand une mise à jour système est disponible, il vous est proposé d'effectuer la mise à jour de votre console tout de suite. - Accédez à Paramètres, puis sélectionnez Système. Si une mise à jour est disponible, la touche Mise à jour système est actif. | [ 7 ]                                         |
| 6.2.10812.0 (xb_rel_1404.140411-1830)                               | 14 avril 2014                                 | Améliorations de la mise à jour système - Capacité de la console à redémarrer et à effectuer la mise à jour système en mode Reprise instantanée. - Les utilisateurs pourront facilement savoir quels jeux et quelles applications sont actuellement mis à jour ou ont été récemment mis à jour. - Effectuez les mises à jour dès qu'elles sont disponibles, sans attendre que la console le fasse en mode Reprise instantanée. Fonctionnalité disponible sous les paramètres système. Enregistrements et mises à jour des jeux et applications - Une barre de progression vous indique l'état de vos enregistrements de jeux. - Vous pourrez facilement savoir quels jeux et quelles applications sont actuellement mis à jour ou ont été récemment mis à jour. Améliorations apportées aux amis - Des notifications seront ajoutées pour savoir quand les favoris et les amis se connectent à Xbox Live. - Les amis en multijoueur seront identifiés dans la liste des amis. Prise en charge de la sortie vidéo Blu-ray 50 Hz pour du contenu enregistré en 50 Hz - Cela permet de résoudre les problèmes de lecture vidéo que peuvent rencontrer certains membres Xbox Live en Europe. Améliorations de la reconnaissance vocale et des mouvements sur Kinect - Nous continuons à améliorer la qualité et la fiabilité des commandes de la console Xbox One. Qualité vidéo GameDVR améliorée - Améliorations des algorithmes de compression. Mises à jour de la gestion des appareils Xbox One - Améliore la capacité à commander les TV, les décodeurs et les récepteurs avec lesquels nos clients ont rencontré des problèmes. | [ 7 ]                                         |
| 6.2.10698.0 (xb_rel_1403.140301-2200)                               | 4 mars 2014                                   | Fonctionnalités nouvelles ou mises à jour - Jeu multijoueur et chat de groupe améliorés - Chat de groupe entre titres - Chat de groupe activé par défaut - Invitations à des jeux multijoueurs plus simples - Accès à des jeux multijoueurs plus simples - Possibilité de voir ce que font les personnes de votre groupe Liste d'amis et profil améliorés - Vitesse d'accès et utilitaire de liste d'amis améliorés - Possibilité de voir les personnes avec qui vous avez joué récemment - Voir le moment où les amis diffusent, y compris les miniatures des diffusions en direct dans le flux d'activités - Accéder plus rapidement au profil d'un ami à l'aide des suggestions de saisie semi-automatique - Actions du menu d'application contextuel sur la liste d'amis et les éléments du flux d'activités - Autres actions multijoueurs (rejoindre et inviter) activées sur les profils des utilisateurs - 54 nouveaux gamerpics lauréats Prise en charge de la diffusion en direct sur TwitchTV - Diffusion de jeu sur TwitchTV via Xbox Live - Prise en charge de la voix pour démarrer et arrêter la diffusion Votre vie sociale chez vous - Afficher les amis actuellement en ligne - Afficher les amis qui diffusent un jeu Améliorations diverses de l'environnement - Afficher les extraits du jeu en mode Ancré - Protéger les paramètres utilisateur avec une clé de sécurité Améliorations du navigateur - Contrôler les cartes Bing et Google avec les gestes et la manette - Recherche rapide lors de la mise en surbrillance d'un terme sur une page - Lors de recherches avec Bing sur la console, lien direct à Internet Explorer pour afficher d'autres résultats Web Nouveaux périphériques : mises à jour de pilote et de microprogramme - Mise à jour de microprogramme sur la manette Xbox One pour prendre en charge l'adaptateur de casque stéréo Xbox One - Prise en charge des casques Xbox et tiers - Mises à jour de pilote pour la télécommande multimédia Xbox One Améliorations apportées à SmartGlass - Notification Push sur votre périphérique pour les messages de Xbox Live - Afficher rapidement l'activité d'un ami, notamment sa présence et ses actions récentes - Affichage amélioré de la progression et des extraits de vos jeux et de ceux de vos amis - Possibilité de fermer l'ancrage à partir de SmartGlass TV en direct - Correctif 50 Hz : les utilisateurs peuvent configurer l'application de TV en direct pour un affichage en 50 Hz pour les modes complet ou de remplissage - Réglages pour augmenter ou baisser le volume : l'utilisateur peut adapter le nombre d'incréments de volume lors de l'utilisation des commandes « Augmentez le volume » ou « Baissez le volume ». - Émission infrarouge de l'alimentation et du volume vers les téléviseurs et récepteurs audio/vidéo dans toutes les régions. - Mappages de la configuration des récepteurs audio/vidéo pour inclure le numéro de modèle de la plupart des barres de son ou récepteurs audio/vidéo lors de la configuration du téléviseur. Prise en charge améliorée de la sortie audio - La sortie SPDIF optique prend désormais en charge Dolby Digital 5.1, ce qui permet aux périphériques tels que les barres de son avec uniquement une entrée optique d'être en mesure de recevoir Dolby Digital 5.1 depuis la console par voie optique - La sortie HDMI prend désormais en charge la stéréo non compressée, 5.1 non compressé, 7.1 non compressé, Dolby Digital 5.1 ou DTS 5.1 (Dolby Digital 5.1 nouveau pour mars). | [ 7 ]                                         |
| 6.2.10542.0 (xb_rel_1402.140213-0115)                               | 14 février 2014                               | Fonctionnalités nouvelles ou mises à jour - Mise à jour de la fonctionnalité Mes jeux et applications pour permettre le tri des listes de jeux et d'applications, et pour séparer les listes de files d'attente des jeux, des applications et des installations - Possibilité de supprimer les données de sauvegarde des jeux et des applications - Amélioration de l'installation et de la gestion des contenus téléchargeables (DLC) - Ajout d'un indicateur de batterie pour la manette - Amélioration de l'interface utilisateur pour faciliter l'accès aux amis, succès, messages et chats de groupe - Inclusion de l'application Game DVR dans le Xbox OneGuide comme chaîne d'applications - Mise à jour des indicateurs de progression du démarrage lors des mises à jour système - Amélioration de la cohérence de l'expérience utilisateur (UX) au niveau des mises à jour et de la progression d'installation - Séparation des listes de files d'attente des jeux, des applications et des installations - Ajout de la prise en charge des claviers USB Mise à jour de la stabilité et des performances - Amélioration de la détection NAT - Amélioration du programme de dépannage de réseau - Amélioration de la qualité du Blu-ray - Amélioration importante au niveau des performances et de la stabilité | [ 7 ]                                         |
| 6.2.10217.0 (xb_rel_launch.131205-2200)                             | 10 décembre 2013                              | Mise à jour de la stabilité et des performances - Résolution des problèmes liés à SmartGlass que certains utilisateurs rencontrent en sortant de l'état de veille connectée ou en y entrant - Résolution des problèmes liés au mode multijoueur que certains utilisateurs rencontrent lors de la reprise d'un jeu - Résolution des problèmes liés à des notifications incohérentes adressées à certains utilisateurs - Résolution des problèmes liés à la qualité de l'Interface pour certains utilisateurs - Amélioration des services de Xbox One (TV, mise à jour système et mise à jour de contenu) pour une meilleure évolutivité dans le temps - Mise à jour du pilote de mise en réseau sans fil pour corriger les problèmes de connectivité rencontrés par certains utilisateurs | [ 8 ]                                         |
| 6.2.10210.0 (xb_rel_launch.131118-1159)                             | 22 novembre 2013                              | Launch Day update (Mise à jour de lancement) - Il s'agit de la première mise à jour du système et elle comprendra le système d'exploitation complet. | [ 8 ]                                         |
| 6.2.9781.0 (xb_rel_flash1307.130829-1800)                           | 22 novembre 2013                              | - Il s'agit du système d'exploitation installé en usine. | [ 8 ]                                         |